# 1940 en Saskatchewan
Chronologie de la Saskatchewan
- 1936
- 1937
- 1938
- 1939
- 1940
- 1941
- 1942
- 1943
- 1944

Cette page concerne des événements d'actualité qui se sont produits durant l'année 1940 dans la province canadienne de la Saskatchewan.

## Politique
- Premier ministre : William John Patterson
- Chef de l'Opposition :
- Lieutenant-gouverneur : Archibald Peter McNab
- Législature :

## Naissances

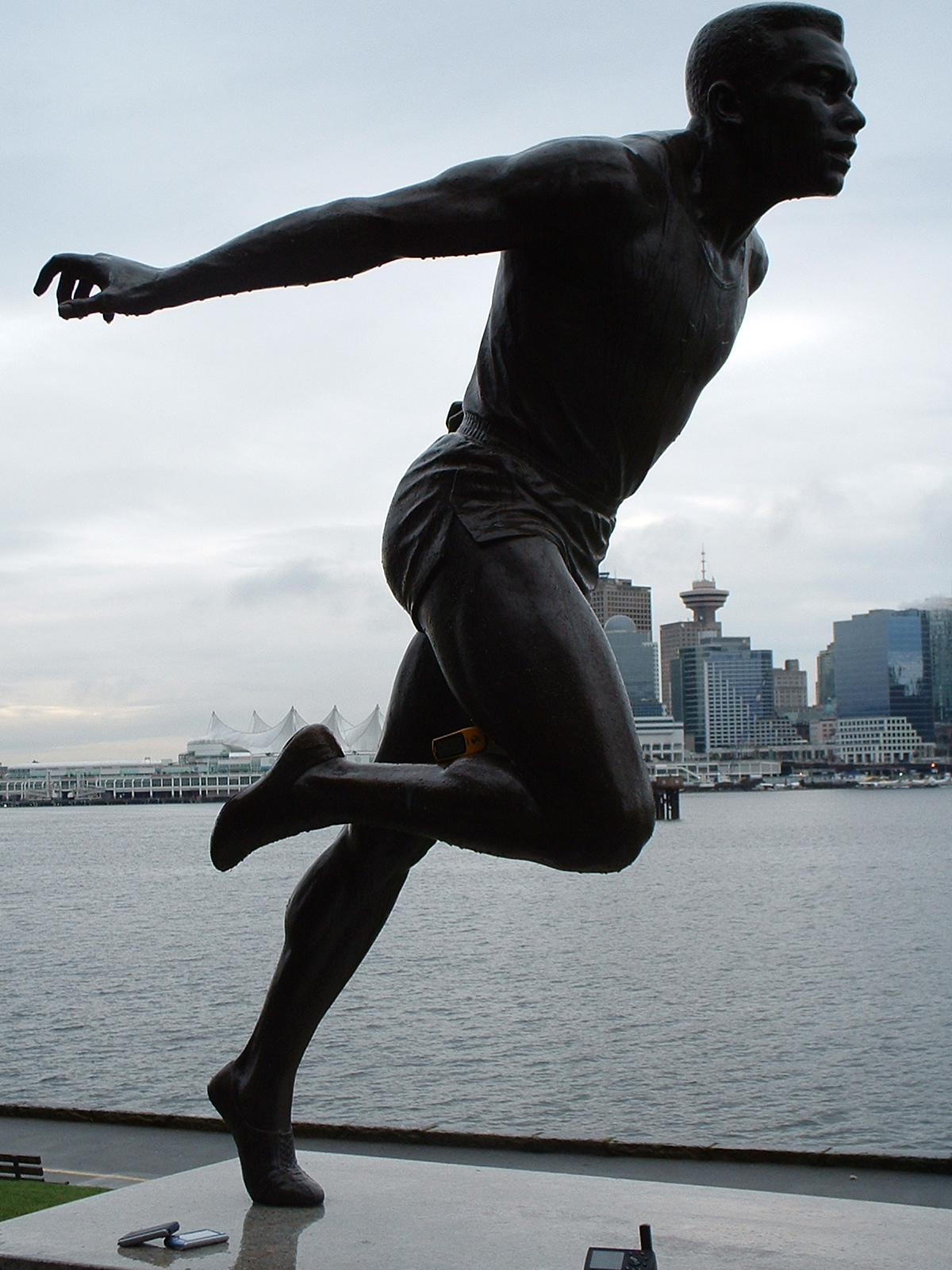
Harry Jerome

- 27 janvier : Terry Harper (né à Regina) est un joueur de hockey sur glace de la Ligue nationale de hockey.

- 30 septembre : Henry « Harry » Winston Jerome (né à Prince Albert - mort le 7 décembre 1982) est un athlète canadien spécialiste du 100 mètres.

- 10 novembre : Mors Kochanski est un naturaliste, éducateur, instructeur de survie et auteur canadien notable[1] spécialiste du milieu forestier boréal, né en Saskatchewan.